# Позняки (Молодечненський район)
Позняки (біл. вёска Пазьнякі) — село в складі Молодечненського району Мінської області, Білорусь. Село підпорядковане Олехновицькій сільській раді, розташоване в західній частині області.